# 野々宮みさと
野々宮 みさと（ののみや みさと、1992年〈平成4年〉12月14日 - ）は、日本のAV女優。所属事務所はC-more ENTERTAINMENT。
趣味:お菓子作り、スポーツ。

## 略歴・人物
群馬県出身。2012年11月、アダルトビデオメーカー「kawaii*」の専属女優としてAVデビューしたロリ系のAV女優。 デビュー当時の芸名は野宮 さとみ（のみや さとみ）、所属事務所はエルプロモーション。2016年に現所属事務所に移籍し現芸名に改名。
2023年5月15日週FANZA動画フロアランキングにおいて、出演した『【祝春ギフト】【福袋】超絶大ヒット人気タイトル厳選ノーカット収録!15作品で35時間!まるごと2130分大収録!乳首びんびんどすけべ痴女BEST!!』（発売：かつお物産/妄想族）が1位を記録。9月4日週にも1位浮上するなどロングヒットとなった。

## 出演作品
以下のものがある。

### アダルトDVD

#### 「野宮さとみ」名義
2012年
- 新人!kawaii*専属デビュ→ 原石美少女☆ココチイイ親近感（11月25日、kawaii*）
- 天然発育えっちなカラダ（12月25日、kawaii*）

2013年
- 私を大人にして下さい。（1月25日、kawaii*）
- 偏執愛 ストーカー的近親愛（2月1日、胸キュン喫茶）※「みさと」名義
- 中出しチアリーダー（2月7日、BeFree）
- 制服美少女と性交（2月8日、ドリームチケット）
- 野宮さとみさんに聞きました『すいませーん!俺の子、孕んでもらってイイですか?』（2月8日、NON）
- 働くオンナ2 VOL.36 目隠しされて普段よりも感じてしまう色白OL 某食品メーカー 事務 入社1年目 月収19万円（2月13日、プレステージ）
- 抱きしめたくなる清純Fカップの制服美少女（2月13日、無垢）
- OPPAIナーススペシャル ロリ中出し4時間（2月19日、OPPAI）共演:さとう遥希、羽月希、牧瀬みさ、葉月めぐ
- 従順ムッツリJK 優等生 野宮さとみ（3月8日、Up'S）
- すぐに破れるコンドーム×野宮さとみ（3月22日、EROTICA）
- 今、家に居るのは私だけです…。（3月25日、マドンナ）
- 初めての本物中出し（3月25日、本中）
- 人間観察ドキュメント Q&A 12 ネットで話題の個人レッスン出張サービス。を、行っている美人講師を、強引にヤる。5人検証の4時間（4月2日、プレステージ）他出演:葛木りむ、瑞乃ありさ、岡崎あゆみ、春日由衣
- 応募即撮りH系 1（4月19日、NON）他出演:はるか ※「ここみ」名義
- お願いです娘の私を抱いて下さい 〜スケベな誘惑に溺れ義父のチ○ポが欲しくなる若くて綺麗な巨乳娘〜（4月11日、ヒビノ）
- 優等生の黒パンストは反則です!!（4月12日、Up'S）
- 極見えパイパン中出し（4月25日、本中）
- 挑戦 野宮さとみ オナ禁した 濃厚ザーメンを大量ごっくん（4月26日、First Star）
- 新人スチュワーデス孕ませ性交（5月1日、ワンズファクトリー）
- 愛らしい女子校生といやらしいセックス 未成年と肉体関係（5月1日、無言）
- 現役女子大生中出しソープ（5月9日、DEEP'S）共演:辺見麻衣
- 部活優等生の情交（5月10日、Up'S）
- 無垢ナ女子校生限定ソープランド（5月13日、無垢）
- Wパイパンおま●こ（6月1日、MOODYZ）共演:富永苺

2014年
- OPPAIナーススペシャル 美少女ご奉仕天国4時間 (1月19日、OPPAI) 共演:上原亜衣、浜崎真緒、倉多まお
- 可愛い顔してデカ尻!! 野宮さとみ（1月31日、MARRION）
- イタズラ特化型逆ショタAV 着ぐるみアルバイトのお姉さんにイタズラするエロガキ2 (3月20日、ROCKET)
- 巨乳VS貧乳!おっぱい生徒会長選挙 (5月10日、ROCKET) 共演:原美織
- 質屋の質草にされた美巨乳若妻 (5月23日、クリスタル映像/NITRO)
- ザーメンごっくんドスケベボディ小悪魔エロ舌娘 (7月25日、クリスタル映像/NITRO)
- 街で見かけたパイスラ人妻に欲情した俺 (8月7日、アキノリ) 他出演:あやね遥菜、春永いずみ
- 妊娠中なら中出しOK!?親友の嫁と夫に内緒で、こっそり生ハメしてしまった! (8月7日、アイエナジー) 他出演：夏目優希、白咲碧、夢実あくび
- 絶対!!ベスト 8じかん。(9月5日、ワープエンタテインメント) ※総集編
- エレベーターに挟まれたデカ尻女子校生をガン突き 2 羞恥悪戯＋ (10月23日、ROCKET) 他出演:夏海花凛、美山ゆず
- 痴漢の季節 狙われた巨乳女子校生 (10月24日、クリスタル映像/e-kiss)
- 代理妊娠 不妊症の姉の為に義兄と中出しセックスをする巨乳女子校生 (12月20日、クリスタル映像/NITRO)

2015年
- BLACK GALS 美巨乳W黒ギャルソープランド-発射無制限！超高級2輪車中出し泡姫GALS- （4月19日、kira☆kira）他出演:事原みゆ
- BLACK GAL 黒ギャル美巨乳AV女優の中出し押しかけ素人お宅訪問（7月19日、kira☆kira）
- 野宮さとみ 8時間 SPECIAL COLLECTION (11月6日、クリスタル映像) ※総集編

#### 「野々宮みさと」名義
2016年
- 巨乳エロ長舌コスプレイヤーべろちゅう中毒 (10月7日、クリスタル映像/NITRO)
- 眼鏡×競泳水着×くびれボイン (11月4日、クリスタル映像/e-kiss)
- 完全着衣!デカ尻レオタード (11月10日、アキノリ) 他出演:絢森いちか
- ドマゾモニタリング 一般男子とマゾ女子を一週間同居させたらどうなるのか? (11月13日、MARX)
- 僕だけのご奉仕メイド (12月2日、クリスタル映像/e-kiss)
- ノンストップ6Pレズビアン乱交4 美・微・Big・乳の夢の競演 (12月8日、レズれ!) 共演:あおいれな、紺野ひかる、跡美しゅり、江上しほ、阿部乃みく
- 一般男女モニタリングAV 病院で働くナースさんに突撃交渉!「制限時間内に5本の童貞チ○コをすべて射精させたら100万円!」に挑戦してみませんか?心優しい看護師さんが男性入院患者の溜まったチ○コをお仕事中に連続手コキ! (12月19日、ディープス) 他出演:佐々木あき、若槻みづな、斉藤みゆ

2017年
- ベロキス中毒レズビアン Vol.2 (1月19日、レズれ!) 共演:佐々木あき、向井藍、跡美しゅり、浜崎真緒、黒木いくみ、江上しほ、阿部乃みく
- 隣人トラブル!隣のDQNな巨乳女が紅潮した顔で勝手に上がり込んできて… (1月19日、ドグマ)
- Fカップ美乳の若妻と仲良くなってまず1発 後日ヤリモクで訪ねてきたのでおかわり中出しSEX!! (1月25日、Mellow Moon)
- ちんシャブ大好き女 (1月27日、ケイ・エム・プロデュース/REAL)
- 究極の肉感 パンストMANIAX (2月7日、プレミアム)
- 一般男女モニタリングAV 街行く巨乳女子大生限定 ゴムハメ＆生ハメ検証企画 仲良し大学生姉弟が過激な近親相姦ミッションに挑戦!弟とのSEXでイかなかったら100万円!ゴム有りチ○ポではイクのを我慢できた姉もコンドームを外して生ハメされた瞬間に絶叫即イキ! (2月19日、ディープス）他出演:斉藤みゆ、二宮和香、広瀬うみ
- 友達の目の前で犯されるレズビアン女子校生 (2月25日、ビビアン) 共演:琴羽雫、水野朝陽
- 1人カラオケ店の個室で痙攣絶頂して何度もイキ果てる丸の内OLオナニー盗撮(3月7日、変態紳士倶楽部)他出演:青葉優香、清本玲奈、心花ゆら
- 最終バスでディルドに跨らされ車内の振動で腰をクネらせ絶頂し中出しを拒めない膣内発情女 (3月18日、ナチュラルハイ) 他出演:逢沢るる、黒瀬萌衣
- 混浴温泉痴漢 痴漢師から逃げる巨乳女を捕まえて追い込みピストンでイカセろ! (3月18日、ナチュラルハイ) 他出演:倉多まお、三原ほのか、白桃心奈
- 彼氏が入院してHもできず欲求不満な女のミニスカパンチラで隣ベッドの僕は下半身だけ元気なっちゃった。カーテン越しのお尻にチ○ポが触れ興奮が止まらない女は彼氏が寝てる横で僕のチ○ポに乗ってきた (3月18日、SWITCH) 共演:桃瀬ゆり、川越ゆい、荒木まい
- 同窓会で会った初恋の女は人妻になっていた3 旦那に欲求不満の彼女は僕の勃起チ〇コを机の下で握りしめてはなさない みんなの目を盗んで店内でヤッちゃった (4月6日、SWITCH) 他出演:吉田花、川越ゆい、羽月希
- ママは童貞喰い!! 旦那だけじゃ飽き足らず、義理の息子ともヤっちゃうチ○ポに見境のない淫乱ドスケベ義母 (4月7日、OFFICE K'S) 他出演:二階堂ゆり、花崎りこ
- 突然押しかけてきた嫁の姉さんに抜かれっぱなしの1泊2日 (4月13日、ヴィーナス)
- 完璧な性奴隷 11 (4月28日、MAD) 共演:裕木まゆ
- 私立おしゃぶり学園 (5月25日、MOODYZ) 共演:涼川絢音、麻里梨夏、佳苗るか、竹内真琴、今永亜美
- 美人すぎる取り立て屋にチ○ポを差し押さえられちゃった僕。 (5月26日、ケイ・エム・プロデュース/REAL)
- 巨乳×ビキニ チアガール (6月23日、クリスタル映像/e-kiss)
- 長舌アナル舐め 前立腺専門エステサロン (7月1日、乱丸)
- ノーブラで僕を誘惑する隣に引っ越してきたエッチな巨乳奥さん (7月6日、グローリークエスト)
- 中出し町内会 都会育ちの妻が田舎でパコられ寝取られました (7月19日、ミセスの素顔/エマニエル)
- 誘惑 (ハート) 美容室 (9月1日、ドリームチケット)
- 調教された女教師 ドM変態女にさせてあげる (9月8日、オルガ) 共演:三原ほのか
- VIP専用じゅる舐めハーレムエステサロン (10月7日、MOODYZ) 共演:美咲かんな
- 巨乳専門 逆7P性感エステ (10月7日、OPPAI) 共演:水野朝陽、小西みか、成海さやか、西条沙羅、若槻みづな
- 濃厚激接吻 若妻再会レズビアン 忘れられない女同士の快楽 (10月19日、ヒビノ) 共演:伊東真緒
- 女体化スキン～皮を被って異性に変身～ (10月19日、ROCKET) 共演:神納花、川越ゆい、春乃さくら
- 公開BDSM調教 (11月3日、ドリームチケット) 共演:伊東真緒
- コブ縄股間こすり責め 新婚妻羞恥奴隷マンション (11月19日、シネマジック)
- 義母と従姉妹6人の大人ボインが目の前に!「お風呂一緒に入ろう (ハート)」 僕を子供扱いして平気でデカパイ見せつけられ、チ○ポは隠せないくらいの勃起状態。洗うふりして僕のチ○ポ握りしめてはなさない性欲全開の親戚のお姉さん達に一晩中もてあそばれ僕も大人になれました。 (11月21日、SWITCH) 共演:三島奈津子、推川ゆうり、藤川れいな、かなで自由、前田可奈子
- 淫猥調教 私はあなたの奴隷です…。 (12月8日、オルガ)

2018年
- 禁断介護 (1月4日、グローリークエスト)
- 超高級中出し10連発ソープ (1月12日、ケイ・エム・プロデュース/BAZOOKA) 共演:推川ゆうり、諸星エミリー
- 人妻交姦スワッピング性交 10 寝取らせたい夫達と、その欲望を受け入れる妻達 (2月16日、MAD) 共演:水野朝陽
- 心霊スポット現象 恐怖で女は濡れるのか?怯えた女はどこまでもエロく変態になってイクッ!? (2月23日、ケイ・エム・プロデュース/REAL)
- 濃交～キスから始まる濃密SEX～ (2月25日、マックス・エー)
- HYPER FETISH ハイレグいやらしクィーン (7月7日、デジタルアーク)
- 元教え子と青春思い出し夏旅行 (8月1日、SWITCH) 共演:優月まりな ひなた澪
- 女体解体痴漢 ～カラダの隅々まで調べられすべてを知られた女は拒めない～ (8月23日、ナチュラルハイ) 他出演:川崎亜里沙、鈴木さとみ、推川ゆうり、永井みひな
- 誘惑 (ハート) 美容室 (9月1日、ドリームチケット)
- 「制服・下着・全裸」でおもてなし またがりオマ○コ航空 9 (9月20日、SODクリエイト) 共演:倉多まお、香苗レノン、桜木優希音
- 女スパイ炎上葬送曲 戦慄の密偵極刑拷問 episode.6 凶悪な洗脳犯罪組織VS鋼の精神力を持つ女 (10月19日、Baby Entertainment)
- 洗脳ドリル 強欲病院編 生意気な女医や看護師を性処理にしてハメまくる! (10月25日、SODクリエイト) 共演：春原未来、皆野あい、美咲かんな
- 淫語ナワイドショー (10月25日、ROCKET) 共演:児玉るみ、あおいれな、松下美織
- 中出し人妻不倫旅行 (11月10日、ビッグモーカル)
- 憧れの女性に愛されたくて… (12月7日、ビビアン) 共演:霧島さくら
- 社員を誘惑する乳首ビンビンデカ尻上司はやっぱり淫乱なドスケベ痴女 (12月7日、WEEKENDER)
- 悪の女幹部VSヒーロー大決戦! (12月14日、GIGA)
- Faith/Grand Orgasm 3 セクシーサーヴァント・サマー・フェスティバル  (12月28日、TMA) 共演:紺野ひかる、高杉麻里、三原ほのか、川菜美鈴

2019年
- 初めての性交治療 看護学生 性交クリニック 平花（20）(2月7日、SODクリエイト) 共演:平花、五十嵐星蘭
- レズ痴漢×復讐レズバトル (2月7日、ROCKET) 共演:原さくら、小西まりえ
- 素人密着緊縛 マゾの覚醒 みさと26歳 (3月19日、ブラックドッグ/妄想族) ※「みさと」名義
- 接吻レズビアン・女教師と女子生徒 女子生徒に快楽を教え込まれる (3月21日、ヒビノ) 共演:つくしみか
- 「痴漢最低! 」と言ってたはずが…感じちゃダメと思えば思うほど感じてしまう本当ははしたない敏感お嬢様 (4月7日、下半身タイガース/妄想族)
- 即べろキス襲激 すっぴんになるほど顔舐めされ従順になり下がる職女（4月25日、ナチュラルハイ）他出演:優梨まいな、山井すず
- もしも…「野々宮みさと」が○○だったら…。 (5月1日、プラネットプラス)
- はだかの奥様 (6月19日、KSB企画/エマニエル)
- 潜入捜査官 汚された女戦士 (7月19日、エーゲ/妄想族)
- 誘惑アスリート ピタムチハイレグ競泳水着マニア (8月8日、デジタルアーク)
- タッグマッチ レズプロレス (8月8日、ROCKET) 共演:麻里梨夏、妃月るい、倉多まお、成宮いろは、瀬戸すみれ
- Hcup 本物アイドル 稲場るか レズ解禁 じっくり快感を導き出すスローレズセックス おっぱいスペシャル（9月7日、ビビアン）共演:稲場るか
- 格闘ヒロイン2 火鷹舞VS異星の戦士（10月11日、GIGA）
- 羞恥洗脳! ハイグレ人間にされちゃった 5（11月7日、ROCKET）共演：七海ゆあ、天希ユリナ
- 西野翔 ラストレズ（12月26日、SODクリエイト）共演：西野翔 (主演)、神納花／他出演：古川いおり、有栖るる

2020年
- 密着しながら淫語で誘惑する痴女お姉さん（1月7日、デジタルアーク）
- 女だけの旅行者に逆ナンされて、僕の唇からチ○コまで求められた。初めての女の人に囲まれてのハーレムプレイ映像（1月9日、SWITCH）共演:明海こう、稲場るか
- NEWガチンコ全裸レズバトル 4（3月26日、ROCKET）共演:渚みつき、橋本れいか、川田みはる
- バブみ全開!! 大人を預かってくれる巨乳無認可保育園 3（4月10日、ケイ・エム・プロデュース/BAZOOKA）共演：佐知子、三船かれん、海空花
- HEROINE恥辱倶楽部 スパンデクサー・コスモエンジェル:スケアボーイ編（4月24日、GIGA）
- 蛇舌 チン舐めベロベロ中毒女 ベロが超長～いおしゃぶり痴女の巻き付きWフェラがヤバすぎる!!（9月1日、MOODYZ）共演：永井マリア
- セクハラ! ぶっかけ! 中出し! 巨乳ムチムチオフィスレディ性欲処理係（9月1日、MOODYZ）共演：稲場るか、吉根ゆりあ、本真ゆり

### アダルトVR
2017年
- ドスケベ巨乳チアガールのヴァーチャル中出しSEX（3月15日、WOW!）
- 見つめてヴァーチャルフェラ（3月29日、WOW!）
- 生中出し看病SEX 早く元気になってね!（3月31日、ブイワンVR）
- フェラ手コキ 卑猥な舌使いに魅了され!!（4月2日、ブイワンVR）
- 生中出し寸止めセックス 痴女ホイ彼女の悪戯性交 まだイッちゃダメ!（4月19日、ブイワンVR）
- まさかの中出しセックス!? スポーツジムに現れた眼鏡で競泳水着の巨乳美女は問答無用の痴女だったッ!!（4月21日、CRYSTAL VR）
- 見つめてしゃぶるWフェラ（5月1日、ブイワンVR）共演：麻里梨夏
- バレたらアウト! こっそりSEX  vol.4（5月19日、CASANOVA/ミッシェル）
- えっちなあのコと夢の世界（6月2日、CASANOVA/カトリーヌ）
- 王様の言うことは絶対!! 女子大生4人と王様ゲーム!! 3D（6月13日、KMPVR）共演：篠田ゆう、あべみかこ、羽月希
- 働く女達の性事情 ～定時まで待てない美巨乳美女～（6月16日、CASANOVA/ピエール）
- 混浴風呂でロリ二人の寸止め地獄（6月16日、KMPVR）共演：あべみかこ
- 某有名女子大の学生寮でハーレムになった素人童貞の僕（6月20日、KMPVR）共演：あべみかこ、篠田ゆう、羽月希
- 生中出しスペシャル!! VRだから本当にセックスしてるみたいでしょ【女子校生コスプレ編】（6月30日、KMPVR）
- 温泉の脱衣所で貧血に!! 激カワ巨乳娘2人が必死の救出ダブル生中出しSEX 巨乳密着接近度120％ ～もう心配したんだから♡ でも元気になってよかった♡～（7月7日、KMPVR）共演：今井ゆあ
- たわわん巨乳温泉コンパニオンのHな特別サービス ～旅の疲れはわたし達でしっかり癒してね♡～（7月7日、KMPVR）共演：二階堂ゆり、今井ゆあ
- みさとと僕のラブ♡ラブ同棲生活（8月1日、プリモVR）
- 下着メーカー企画会議で痴女SEX（9月6日、MILU VR）共演：麻里梨夏、小谷野まゆ
- 接吻しまくり淫口よだれOL（10月6日、ワープエンタテインメント）
- 競泳水着でレッスン着衣SEX（10月24日、MILU VR）共演：麻里梨夏、小谷野まゆ
- 女目線でW痴女からレズ責めされて（11月10日、ワープエンタテインメント）共演：伊東真緒

2018年
- 女子校生痴女SEX（1月16日、MILU VR）共演：小谷野まゆ
- ネカフェでこっそりSEX（2月14日、アロマ企画）
- VR ハチャメチャOL総務部5課（2月14日、アロマ企画）共演：七菜原ココ、篠崎みお
- 突然訪問 ミニスカギャルと飲み会乱交（3月14日、MILU VR）共演：麻里梨夏、小谷野まゆ
- ROCKET3DVR 遂に貴方が時間が止まる腕時計を手に入れた! V超・時間が止まる腕時計R オフィス編（3月23日、ROCKET 3DVR）共演：香苗レノン、松下美織
- 淫語で誘い思う存分イカせてくれる意地悪な野々宮みさと（7月25日、アロマ企画）
- お姉さんずラブ ～ある日、僕は社内でセックスした。～ 蓮見クレア×野々宮みさと 濃密120分（11月29日、まるはんVR）他出演：蓮実クレア

2019年
- エッチなポーズと淫語と6シチュエーションで挑発するJOIの館へようこそ（1月30日、TMAVR）共演：川菜美鈴、紺野ひかる、高杉麻里、三原ほのか
- バミューダ6周年特別企画 触手VR 女捜査官（2月5日、バミューダVR）
- 黒ストッキングお姉さまにとにかくチ○ポをいじめまくられるVR（6月21日、アロマ企画）共演：黒木いくみ
- 「制服・下着・全裸」でおもてなしまたがりオマ○コ航空VR 2（12月5日、SODVR）共演：川越ゆい、桐谷なお

### イメージDVD
- Misato らぶみーぼくののみー (2019年6月20日、Rebecca) ※Blu-ray 同時発売

## 出演

### ウェブテレビ
- 阿部乃ちゃんねる（2017年2月3日、3月3日、エンタ!959）
- スピードワゴンの月曜The NIGHT（2019年1月22日、AbemaTV）[7]